# 瑞典國家科技博物館
瑞典國家科技博物館（瑞典語：Tekniska museet）是一座位於瑞典斯德哥爾摩的博物館，也是瑞典最大的技術博物館。這座博物館的面積約有10,000平方米，年均吸引約35萬人的遊客。瑞典國家科技博物館擁有超過55,000件藏品。

## 外部連結
- Swedish National Museum of Science and Technology website. （页面存档备份，存于）